# Bringing Home Father
Bringing Home Father er en amerikansk stumfilm fra 1917 af William Worthington.

## Medvirkende
- Franklyn Farnum som Peter Drake.
- Agnes Vernon som Jackie Swazey.
- Florence Mayon som Eliza Tilly Swazey.
- Arthur Hoyt som Pa Swazey.
- Dick La Reno som Mike Clancey.